# W.E. Johns
William Earl Johns, pseudonym Capt. W. E. Johns (på svenska: kapten W. E. Johns), född 5 februari 1893 i Bengeo utanför Hertford, Hertfordshire, död 21 juni 1968 i Richmond i London, var en brittisk författare, militär, flygare och journalist, mest känd för böckerna om James "Biggles" Bigglesworth.
De första Bigglesberättelserna publicerades i hans egen tidning Popular Flying. Den första riktiga boken om Biggles kom 1932.
De första berättelserna skrevs under pseudonymen William Earle, men senare tog han sig författarnamnet Capt. (kapten) W. E. Johns. Kaptensgraden var dock hans eget påhitt. Hans verkliga militära grad var endast motsvarande löjtnant i armén.
Johns fortsatte att skriva om Biggles till sin död 1968. Allt som allt publicerades nästan hundra Bigglesböcker.
Han skrev även en serie böcker om "Biggles" kvinnliga motsvarighet, Joan "Worrals" Worralson, och hennes äventyr under och efter Andra världskriget. Hon skapades på uppmaning av det brittiska krigsministeriet för att få unga kvinnor att gå med i WAAF, Women’s Auxiliary Air Force, en kvinnlig brittisk flygkår under Andra världskriget. I Sverige gavs dock dessa böcker ut i B. Wahlströms serie med de gröna ryggarna - troligen de enda i den serien med en kvinnlig huvudperson.
Andra, mindre kända, personer ur Johns författargalleri inkluderar kapten Lorrington "Gimlet" King (på svenska "Borret" King) vid kommandotrupperna och astronaut-pionjären kapten Timothy "Tiger" Clinton, som tillsammans med sonen Rex skickades ut i rymden redan 1954.

## Svensk bibliografi (i urval)

### Biggles-serien
Se Biggles böcker.

### King-serien
1. King vid commandotrupperna - (King of the commandos) 1943
2. King åter i farten - (Gimlet goes again) 1944
3. King & Co. - (Gimlet comes home) 1946
4. King gör rent hus - (Gimlet mops up) 1947
5. King i orienten - (Gimlet's oriental quest) 1948
6. King griper in - (Gimlet lends a hand) 1949
7. King tar hem spelet - (Gimlet bores in) 1950
8. King i okänt land - (Gimlet off the map) 1951
9. King och tempelskatten - (Gimlet gets the answer) 1952
10. King möter svart magi - (Gimlet takes a job) 1954

### Worrals-serien
1. Worrals vid flyget - (Worrals of the W.A.A.F.) 1941
2. Worrals i Frankrike - (Worrals carries on) 1942
3. Worrals på hemligt uppdrag - (Worrals flies again) 1942
4. 'Worrals stora kupp - (Worrals on the warpath) 1943
5. Worrals flyger österut - (Worrals goes east) 1944
6. Worrals i Söderhavet - (Worrals of the islands) 1945
7. Worrals i urskogen - (Worrals in the wilds) 1947
8. Worrals i Australien - (Worrals down under) 1948
9. Worrals in the Wastelands  1949
10. Worrals jagar kontraband - (Worrals Goes Afoot) 1949
11. Worrals Investigates  1950

### Rex-serien
1. 'Rex i världsrymden - (Kings of space) (1954)
2. Rex åter till Mars - (Return to Mars) (1957)
3. Rex på kometjakt - (Now to the stars)(1958)

### Övriga böcker
1. Spionflygarna - (The spy flyers) (1933)
2. Tony i vilda västern - (The rustlers of rattlesnake valley) (1948)
3. Djungelskatten - (Adventure bound)(1955)